# Qualidea Code
Qualidea Code (クオリディア・コード?, Kuoridia Kōdo) è una serie televisiva anime prodotta dalla A-1 Pictures per la regia di Ken'ichi Kawamura, trasmessa in Giappone dal 9 luglio al 24 settembre 2016. La serie è stata ideata come parte di un progetto multimediale pensato dalla Marvelous in collaborazione con Speakeasy (un trio di scrittori formato da Kōshi Tachibana, Sō Sagara e Wataru Watari) e pubblicato dalle etichette Dash X Bunko di Shūeisha, Fujimi Fantasia Bunko di Fujimi Shobō, MF Bunko J di Media Factory, Gagaga Bunko di Shogakukan e dalla rivista Jump Square di Shūeisha.

## Personaggi
Ichiya Suzaku (朱雀 壱弥?, Suzaku Ichiya)
Doppiato da: Sōma Saitō
Canaria Utara (宇多良 カナリア?, Utara Kanaria)
Doppiata da: Yui Ishikawa
Asuha Chigusa (千種 明日葉?, Chigusa Asuha)
Doppiata da: Chika Anzai
Kasumi Chigusa (千種 霞?, Chigusa Kasumi)
Doppiato da: Yūma Uchida
Maihime Tenkawa (天河 舞姫?, Tenkawa Maihime)
Doppiata da: Aoi Yūki
Hotaru Rindō (凛堂 ほたる?, Rindō Hotaru)
Doppiata da: Ayaka Fukuhara
Aoi Yaegaki (八重垣 青生?, Yaegaki Aoi)
Doppiata da: Sora Amamiya
Kyūtoku Asanagi (朝凪 求得?, Asanagi Kyūtoku)
Doppiato da: Hiroaki Hirata
Airi Ibunami (夕浪 愛離?, Ibunami Airi)
Doppiata da: Mamiko Noto

## Produzione
Il progetto anime originale è stato annunciato ufficialmente al Jump Festa il 19 dicembre 2015. La serie televisiva, prodotta dalla A-1 Pictures e diretta da Ken'ichi Kawamura, è andata in onda dal 9 luglio al 24 settembre 2016. La sigla di apertura è Brave Freak Out di LiSA, mentre le due sigle di chiusura sono Gravity delle ClariS e Yakusoku -Promise Code- (約束 -Promise code-? lett. "Promessa -Il codice della promessa-") di Garnidelia. Nei territori di lingua italiana e francese gli episodi sono stati trasmessi in streaming, in contemporanea col Giappone, da Wakanim (solo in francese), mentre nei territori di lingua inglese, tedesca e nel resto d'Europa il simulcast è stato offerto rispettivamente da Crunchyroll, Akiba Press e Daisuki.

### Episodi
| Code | Titolo italiano Giapponese 「Kanji」 - Rōmaji                                      | In onda           | In onda |
| Code | Titolo italiano Giapponese 「Kanji」 - Rōmaji                                      | Giapponese        |         |
| 1    | Gloria, il mondo di sopravvivenza 「残存世界のグロリア」 - Zanzon sekai no Guroria | 9 luglio 2016     |         |
| 2    | Caricatura di azzurro 「紺碧のカリカチュア」 - Konpeki no karikachua               | 16 luglio 2016    |         |
| 3    | Aria taciturna 「森閑のアリア」 - Shinkan no Aria                                  | 23 luglio 2016    |         |
| 4    | Canaria da miniera 「炭鉱のカナリア」 - Tankō no Kanaria                           | 30 luglio 2016    |         |
| 5    | Piccola principessa Regalia 「小公女のレガリア」 - Shōkōjo no Regaria              | 6 agosto 2016     |         |
| 6    | Memorie di redenzione 「救世のメモリア」 - Guze no memoria                         | 13 agosto 2016    |         |
| 7    | Paranoia da redenzione 「救済のパラノイア」 - Kyūsai no paranoia                   | 20 luglio 2016    |         |
| 8    | Inversione Qualità 「反転のクオリア」 - Hanten no Kuoria                           | 27 agosto 2016    |         |
| 9    | Teoria di liberazione 「反獄のイデア」 - Hangoku no idea                           | 3 settembre 2016  |         |
| 10   | Folclore evangelico 「福音のフォークロア」 - Fukuin no fōkuroa                     | 10 settembre 2016 |         |
| 11   | Famiglia bipolare 「双極のファミリア」 - Sōkyoku no famiria                        | 17 settembre 2016 |         |
| 12   | Qualidea del mondo radiante 「燦然世界のクオリディア」 - Sanzen sekai no Kuoridia  | 24 settembre 2016 |         |